# شینجی یاماشیتا
شینجی یاماشیتا (به ژاپنی: 山下 真司 Yamashita Shinji)؛(زادهٔ ۱۶ دسامبر ۱۹۵۱) یک هنرپیشه اهل ژاپن است. از فیلم‌های که او در آن نقش داشته است می‌توان به فیلم سال‌های دور از خانه در نقش پسر اوشین اشاره کرد.